# ولاس ستيفنز
ولاس ستيفنز (2 أكتوبر 1879 - 2 أغسطس 1955) (بالإنجليزية: Wallace Stevens). شاعر أمريكي صوَّر الإنسان مخلوقًا مخلدًا بلا أمل في حياة بعد الموت. ويرى أن الناس يواجهون دائمًا عدم مبالاة الطبيعة الواضح، مع تيقنهم بالموت، وشعورهم بالتفسخ الأخلاقي والمادي الذي يحدث حولهم. وفي رأيه أنه لا ينقذهم من هذا الموقف المأساوي المحتمل إلا استعمال الخيال الذي في مقدوره إضفاء معنى على فوضى الواقع، واكتشاف الجمال في الطبيعة غير المبالية، ووضع حد للتفكير في الموت بالتعجب من الإحساس بالحياة. بحث ستيفن فضائل الحياة الخيالية في بعض القصائد البسيطة نسبيًا مثل: صباح الأحد وإمبراطور الآيس كريم، وفي بعض الأعمال الأطول والأكثر تعقيدًا مثل: الرجل ذو الغيتار الزرقاء؛ والإحساس بالمرض.
كان ستيفنز صاحب أسلوب مميَّز في الكتابة، وبالرغم من معانيه الغامضة وإكثاره من الكلمات الصعبة، فإن قصائده تتميز بغناها اللغوي غير العادي.

## حياته
ولد ستيفنز في ريدينغ بولاية بنسيلفانيا في 2 أكتوبر العام 1879. التحق بكلية هارفارد العام 1897 لبضع سنوات، وقبل حصوله على الإجازة منها انتقل إلى كلية القانون في نيويورك 1903.
بعد ذلك تدرّج في العمل بمناصب مختلفة في شركات محاماة عديدة. بدأ كتابة الشعر بعد تخرّجه من الثانوية، ونشر في تلك الفترة في مجلة «إلينوي شيكاغو» الأدبية عدداً من قصائده. أصدر كتابه الأول «ضرب الأرغن» العام 1923 وكان تأثّره واضحاً بالرومانسية والرمزية وكذلك التصويرية. بعد ذلك اعتزل الشعر، أو فلنقل النشر لعشرة أعوام. بحلول العام 1935 عاد بانطلاقة جديدة، وفي تعاقب سريع نشر ثلاثة دواوين، غير أن القراءات النقدية لشعره كانت متضاربة، فلم يَرُق هذا الشعر لعدد غير قليل من النقّاد. في تلك الفترة انتقل وأسرته إلى هارتفورد بولاية كونكتيكت، وبالرغم من نشره كتابَين عُدَّا لاحقاً من أهم ما كُتب في الحراك الحداثي في تلك الحقبة، أحدهما «ملاحظات نحو علياء الخيال»، فإنه لم ينل ما يستحقّ من حفاوة إلى ما قبل وفاته بقليل، عندما نشر كتابه «مجموعة قصائد» حيث نال عليه «جائزة بولتيزر» للشعر العام 1955، و«جائزة الشعر الوطنية» التي سبق أن حصل عليها العام 1951 عن عمله «فجر الخريف».
شعر ستيفنز يظلّ اكتشافاً مستمرّاً لتفاعلات الحقيقة وما يمكن للإنسان أن يصنع من هذه الحقيقة بعقله، وثمة ما يدعو أيضاً إلى تسمية العديد من قصائده بالشعر الميتافيزيقي، لأن هالة الغموض والشخصيات القريبة البعيدة المتخمة بالمعرفة لا تكاد تفارق الكثير من شعره، وكذلك فلسفية المسمّيات وكيف يمكن العالم أن يلتقي بطرق متعدّدة.
توفّي ستيفنز في هارتفورد بولاية كونكتيكت، في الثاني من أغسطس 1955 وخلّد وراءه مدرسة للخيال والحقيقة لا نزال نسبر أغوارها إلى اليوم.

## روابط خارجية
- ولاس ستيفنز على موقع IMDb (الإنجليزية)
- ولاس ستيفنز على موقع الموسوعة البريطانية (الإنجليزية)
- ولاس ستيفنز على موقع ميوزك برينز (الإنجليزية)
- ولاس ستيفنز على موقع إن إن دي بي (الإنجليزية)
- ولاس ستيفنز على موقع ديسكوغز (الإنجليزية)